# Ризаев, Довлет
Довлет Ризаев (род. 1910, Закаспийская область) — советский туркменский хозяйственный, государственный и политический деятель.

## Биография
Родился в 1910 году в Закаспийской области. Член КПСС с 1937 года.
С 1929 года — на хозяйственной, общественной и политической работе. В 1929—1954 годы — сотрудник ОГПУ-НКВД, помощник оперуполномоченного, начальник Сталинского районного отдела НКВД Туркменской ССР. Первый секретарь Куня-Ургенчского райкома КП(б) Туркменской ССР, первый секретарь Ильялинского райкома КП(б) Туркменской ССР, первый секретарь Куня-Ургенчского райкома КП(б) Туркменской ССР.
Избирался депутатом Верховного Совета Туркменской ССР 1-го и 2-го созывов (1938— 1950)), Верховного Совета СССР 3-го созыва.
Умер после 1954 года.